# Richard Carl Gustav Hennig
Pour les articles homonymes, voir Hennig.
Richard Carl Gustav Hennig, né le 12 janvier 1874 à Berlin et mort le 22 décembre 1951 à Düsseldorf, est un météorologue, un spécialiste des transports et de la géographie historique.
Richard Hennig s'était intéressé à de nombreux domaines scientifiques et offrit au grand public des conférences de vulgarisation scientifique.

## Biographie
Richard Hennig était le fils d'Arthur Hennig (1846–1892) qui était un commerçant et de son épouse Luise Wiebcke, née Schmaedicke (1853–1928). Son jeune frère  Edwin Hennig était géologue et paléontologue.

### Météorologie
Après son Abitur (études pré-universitaires), il étudia à l'université Frédéric-Guillaume en sciences naturelles avec une spécialisation en météorologie. En 1895, durant ses études, il publia une formule donnant la base des nuages convectifs qui est proportionnelle à l'écart entre la température et le point de rosée. Dans le monde germanique, cette formule est appelée formule de Hennig. Cependant, l'Américain James Espy fut le premier à établir cette formule en 1841 (soit 54 ans plus tôt).
Dès 1896, il devint assistant à l'Institut météorologique de Berlin et soutint sa thèse de doctorat en 1897 sous la direction de Wilhelm von Bezold (de) dont le sujet est « Untersuchungen über die Sturmfluten der Nordsee » (Traduction : « Les inondations causées par les tempêtes en Mer du nord »). La même année, il fut responsable de la station météorologique de Brocken (de). Il étudia en même temps l'histoire et la psychologie à l'université.
À cause de sa formation, pendant la Grande guerre il servit comme météorologue dans la marine allemande. Il publia des ouvrages de vulgarisation sur la météorologie par la suite, comme indiqué dans la liste des publications.

### Géographie des transports
De 1899 à 1908, il était responsable de l'agencement des câbles chez Siemens et Halske. En 1909, il devint un chercheur indépendant se spécialisant en géographie des transports, en histoire des transports (en) et en politique des transports (de). En 1911, il fonda la revue Weltverkehr qui traite de la science et de la politique des transports. À la fin de la Première Guerre mondiale, il obtint une chaire de professeur de géographie des transports à la faculté des transports de Düsseldorf et devint professeur émérite en 1939.
Durant la période nazie, il s'opposa au Groupe de travail en géopolitique qui était proche du parti nazi. Son opinion personnelle était que la répartition spatiale des populations primait sur les caractéristiques raciales. Elle est l'objet de son livre Geopolitik sous-titré Die Lehre vom Staat als Lebewesen. En 1938, ce livre avait été réédité 5 fois. Il cessa ses rééditions à la suite de menaces.
Ses conceptions de la géopolitique qui poussent à une militarisation de l'État eurent une grande influence en Argentine dans les années 1930.

### Histoire ancienne
En plus de la météorologie, du routage des marchandises, et de la politique des transports, il s'intéressa aussi à la préhistoire et à l'histoire ancienne ainsi qu'aux effets de la technologie de l'époque sur les modes de transport. Il s'intéressa ainsi aux écrits d'Homère concernant la géolocalisation des événements. Il tenta de déterminer la localisation de l'Atlantide ainsi qu'aux étapes de l'hypothétique « découverte » de l'Amérique au XIVe siècle. Cela est l'objet de son livre Terræ incognitæ. Il affirma que l'Atlantide se situe en Andalousie dans l'île de Tartessos dans l'estuaire du Guadalquivir.

### Occultisme
En plus de ses recherches concernant l'Atlantide, Il étudia les sciences occultes et publia un ouvrage en allemand intitulé Wo lag das Paradies?. Cet ouvrage fut traduit en français, le titre étant Les grandes énigmes de l'univers. Ces ouvrages traitent un grand nombre de « mystères » contemporains comme le monstre du loch Ness, les pyramides d'Égypte ou l'Atlantide et autres. Ainsi, l'auteur affirme que le monstre du loch Ness a été observé, photographié et filmé dans les années 1930 et son existence ne faisait pas de doute.
Aussi, l'éditeur Robert Laffont, ayant créé une collection d'ouvrages liés à l'ésotérisme, traduisit l'ouvrage précité en français.

### Sciences humaines
Déjà avant sa soutenance de thèse de doctorat, il contribua dans le domaine de la psychologie sous l'influence de Carl Stumpf. Il s'auto-étudia et en publia les résultats sous la forme d'une monographie dans la revue Zeitschrift für Psychologie.
Concernant son extraordinaire mémoire, il analysa ses capacités hors-normes dans plusieurs articles,,,.
Il était aussi doué pour la musique ce qui l'incita à effectuer une analyse musicologique de la psychologie des sons,,,.

## Décoration
Richard Carl Gustav Hennig reçut en 1935 à titre étranger la croix de commandeur de l'ordre du phénix grec.

## Publications

### Météorologie
- (de) Gut und schlecht Wetter, Teubner, 1911
- (de) Vom Wetter. Gemeinverständliche Betrachtungen über Wind und Wetter und ihr Einfluss auf den Krieg, Deutsche Naturwissenschaftliche Gesellschaft, 1915
- (de) Unſer Wetter Zweite Auflage, B.G. Teubner, 1919 (lire en ligne)
- (de) Das Wetter in Deutschland, Franckh, 1944

### Ésotérisme
- [Occultisme (de)] (de) Wo lag das Paradies? Rätselfragen der Kulturgeschichte und Geographie, Verlag des Druckhauses Tempelhof, 1950
- [Occultisme] Les grandes énigmes de l'univers, Robert Laffont, 1991, 269 p. (ISBN 978-2-221-07144-1)

### Autres
- (de) Jugend und Natur. Unmoderne Gedichte. Leipzig 1902.
- (de) Wunder und Wissenschaft. Eine Kritik und Erklärung der okkulten Phänomene. Schultze, Hambourg 1904.
- (de) Katalog bemerkenswerter Witterungsereignisse von den ältesten Zeiten bis zum Jahr 1800. Asher, Berlin 1904.
- (de) Der moderne Spuk- und Geisterglaube. Eine Kritik und Erklärung der spiritistischen Phänomene. Schultze, Hambourg 1906.
- (de) Die älteste Entwickelung der Telegraphie und Telephonie. Barth, Leipzig 1908.
- (de) Bahnen des Weltverkehrs. Barth, Leipzig 1909.
- (de) Buch berühmter Ingenieure. Spamer, Leipzig 1911.
- (de) Alfred Nobel, der Erfinder des Dynamits und Gründer der Nobelstiftung. Eine biographische Skizze. Franckh, Stuttgart 1912.
- (de) Die Entwicklung des Naturgefühls. Das Wesen der Inspiration (= Schriften der Gesellschaft für psychologische Forschung. Volume 17). Barth, Leipzig 1912.
- (de) Die Hauptwege des Weltverkehrs. Fischer, Jena 1913.
- (de) Probleme des Weltverkehrs. Paetel, Berlin 1913.
- (de) Unser Vetter Tartuffe oder wie England seine Kolonien „erwarb“. Paetel, Berlin 1914.
- (de) Überseeische Telegraphie und auswärtige Politik. Heymann, Berlin 1919.
- (de) Von rätselhaften Ländern. Versunkene Stätten der Geschichte. Delphin, Munich 1925.
- (de) Das Rätsel der Atlantis. Mittler & Sohn, Berlin 1925.
- (de) Abhandlungen zur Geschichte der Schiffahrt. Fischer, Jena 1928.
- (de) Freie Ströme! Gloekner, Leipzig 1926.
- (de) Geopolitik. Die Lehre vom Staat als Lebewese. Teubner, Leipzig 1928 (5e édition 1938).
- (de) Weltluftverkehr und Weltluftpolitik. Zentral-Verlag G.m.b.H, Berlin 1930.
- (de) Deutschlands Recht auf Kolonien. Alldeutscher Verband, Berlin 1934.
- (de) Die Geographie des Homerischen Epos. Teubner, Berlin/Leipzig 1934.
- (de) Wo lag Vineta? Versuch einer Klärung der Vineta-Streitfrage durch geographisch-historische, verkehrswissenschaftliche und textkritische Untersuchungen. Kabitzsch, Leipzig 1935.
- (de) Verkehrsgeschwindigkeiten in ihrer Entwicklung bis zur Gegenwart. Enke, Stuttgart 1936.
- (de) Columbus und seine Tat. Eine kritische Studie über die Vorgeschichte der Fahrt von 1492. Geist, Brême 1940.
- (de) Das vor- und frühgeschichtliche Altertum in seinen Kultur- und Handelsbeziehungen. Reclam, Leipzig 1942.